# ピエール・ボシャトン
ピエール・ボシャトン（Pierre Bochaton、2001年4月17日 - ）は、フランスのラグビーユニオン選手。トップ14のユニオン・ボルドー・ベグルに所属している。

## 経歴
フランスのリヨン生まれ。
2014年にUSブレッサンヌに入団。
2021-22シーズンの初めにユニオン・ボルドー・ベグルに移籍。
2025年、フランス代表のニュージーランド遠征メンバーに選ばれ、7月12日のオールブラックス戦に6番で先発出場し代表初キャップを得た。